# Copacabana (Two Man Sound)
Copacabana is een Engelstalige single van de Belgische band Two Man Sound uit 1971.
Het nummer verscheen op het album Danser uit 1982.
De B-kant van de single was het liedje You're in Love.

## Meewerkende artiesten
- Producer
  - Lou Deprijck
  - Sylvain Vanholme
- Muzikanten
  - Dino Leonardi (gitaar)
  - Frank Wuyts (orgel, piano)
  - Jean-Jacques Blairon (basgitaar)
  - Jean-Pierre Onraedt (drums, percussie)
  - Lou Deprijck (agogo)
  - Sylvain Vanholme (gitaar)